# Chiesa di Santa Maria Mater Dei al Lippi
La chiesa di Santa Maria Mater Dei al Lippi è un luogo di culto cattolico che si trova in via Pietro Fanfani a Firenze.

## Storia e descrizione
Disegnata dall'architetto Guido Morozzi, fu costruita nel 1956 e consacrata l'anno seguente. Nata come succursale di Santa Maria Regina della Pace, fu elevata a parrocchia nel 1959 ed ha conservato l'antica denominazione della zona.
La chiesa, all'esterno molto semplice, presenta una facciata rivestita in pietra forte. All'interno si conserva l'affresco staccato dal tabernacolo del Lippi, raffigurante la Madonna del latte con varie figure di Santi ed Angeli. Secondo un'iscrizione del 1716 riportata in un'epigrafe, l'opera sarebbe stata eseguita nel 1415 dal pittore fiorentino Paolo Uccello al suo esordio; ma in realtà i dipinti sono probabilmente ascrivibili all'attività tarda di Pietro Nelli.